# HD 224630
HD 224630，又名CD-3019765，SAO 192294、HR 9073，是一颗恒星，视星等为5.62，位于銀經18.25，銀緯-78.33，其B1900.0坐标为赤經23h 54m 19.5s，赤緯-30° -78.33′ 31″。